# Duplín
Duplín (allemand : Dublen , hongrois : Bányavölgy) est un village de Slovaquie situé dans la région de Prešov.

## Histoire
Première mention écrite du village en 1414.

## Démographie

### Évolution de la population
| Année:               | 1994. | 2004.   | 2014.    | 2024.   |
| -------------------- | ----- | ------- | -------- | ------- |
| Nombre de personnes: | 494   | 452     | 531      | 514     |
| Différence:          |       | -8,50 % | +17,47 % | -3,20 % |

| Année:               | 2023. | 2024.   |
| -------------------- | ----- | ------- |
| Nombre de personnes: | 506   | 514     |
| Différence:          |       | +1,58 % |